# Aetobatus ocellatus
La raya águila moteada, Aetobatus ocellatus, es una especie de pez cartilaginoso del orden Myliobatiformes y la familia Aetobatidae conocidas como rayas águila pélagicas.
Su distribución abarca las áreas costeras y bentopelágicas de la región tropical del Indo-Pacífico Occidental incluyendo áreas insulares. Anteriormente, esta especie era identificada como raya águila de puntos blancos (A. narinari), una especie restringida al Atlántico tras la escisión.  

## Descripción
La raya águila moteada (A. ocellatus) presenta un tamaño de entre 150 - 160 cm de ancho del disco (de la punta de una aleta pectoral a la otra), pudiendo alcanzar los 300 cm, es la raya águila pelágica que puede alcanzar las talles más grandes, y presenta una coloración dorsal verdosa, grisácea o marrón rojiza con numerosas manchas blancas a azuladas (o a veces ocelos).

### Reproducción
La raya águila moteada llega a la madurez sexual en machos aproximadamente a los130 (de ancho del disco) y >150 cm en hembras. Presenta ovoviviparidad (viviparismo aplacentario), en la que los embriones se alimentan inicialmente del vitelo, y cuando esta se agota adquieren nutrientes adicionales de la madre a través de la absorción indirecta de líquido uterino enriquecido con mucus, grasa o proteína mediante estructuras especializadas. El período de gestación dura más de 12 meses y produce sólo unas pocas crías. 

### Dieta
La raya águila manchada, al igual que las especies de su género, se alimenta principalmente de moluscos y de manera secundaria de crustáceos, gusanos, pulpos y peces. Asimismo, se ha identificado un cambio ontogénico en su dieta, pasando de gasterópodos a crustáceos o bivalvos conforme incrementan de tamaño. 